# Michele Bes
Michele Antonio Bes (Oulx, 28 febbraio 1794 – Torino, 5 marzo 1853) è stato un generale italiano, decorato di Medaglia d'oro al valor militare a vivente per il suo comportamento nel corso dei combattimenti di Cisano e Calmasino durante la prima guerra d'indipendenza italiana.

## Biografia
Nacque a Oulx il 28 febbraio 1794, figlio di Luigi e di Margherita Blum. Nel 1813 si arruolò nell'armata francese, entrando come milite nella Guardia d'onore a cavallo l'8 luglio dello stesso anno. L'anno successivo, con la restaurazione, il 28 dicembre 1814 entrò in servizio nell'Armata Sarda con il grado di sottotenente presso il Reggimento provinciale di Susa. Distintosi per le sue doti, la carriera militare fu rapida, fu promosso tenente il 28 marzo 1815, il 6 settembre 1817 fu assegnato in servizio nella Brigata "Monferrato", divenendo capitano il 4 dicembre 1818, ed entrando in servizio permanente effettivo il 1 ottobre 1819. Fu capitano d'ordinanza presso la Brigata "Pinerolo" il 1 gennaio 1822, maggiore presso il Reggimento "Cacciatori di Savoia" il 24 gennaio 1831 e poi presso la Brigata "Pinerolo" il 31 dicembre dello stesso anno. Luogotenente colonnello, nel 1835 fu comandante del 1º Reggimento della Brigata "Casale".
Il 2 agosto 1839 fu promosso colonnello e assunse il comando del 14º Reggimento fanteria. Promosso maggior generale il 2 maggio 1846 assunse il comando della Brigata "Piemonte". Allo scoppio della prima guerra d'indipendenza italiana si trovava al comando della sua brigata, ma il 25 marzo, al comando di una Brigata mista formata dal 4º e dal 14º Reggimento fanteria oltrepassa il Ticino al ponte della Boffalora su ordine del re Carlo Alberto per recarsi da Novara a Magenta e poi raggiungere Milano per mettersi a disposizione del neocostituito Governo provvisorio lombardo, in quanto la città era insorta contro il Governo austriaco. Raggiunse Milano il 26 marzo. Successivamente prese parte ai combattimenti di Colà e di Pacengo (29 aprile) e di Pastrengo (30 aprile), e quindi si distinse brillantemente nei combattimenti di Calmasino e Cavaion (29 maggio) dove diede ottima prova. A Calmasino e a Cisano riuscì a respingere l'attacco portato dalla colonna Zobel uscita da Verona per raggiungere la fortezza di Peschiera allora sotto assedio, respingendola con gravi perdite tra il nemico. Per il coraggio dimostrato in combattimento, e per la arditezza, fu decretata la concessione della Medaglia d'oro al valor militare a vivente. Dopo la firma dell'armistizio Salasco vi fu un breve periodo di tregua fino al marzo 1849, quando le operazioni belliche ripresero. Assunto il comando della 2ª Divisione partecipò ai combattimenti della Sforzesca (21 marzo) e alla battaglia di Novara. Dopo la definitiva fine delle operazioni militari fu posto al comando della Divisione militare territoriale di Cuneo. Datosi alla politica fu deputato al Parlamento per il Collegio elettorale di Susa nella III e IV legislatura. Si dimise dall'incarico lo stesso giorno in cui lasciò la vita militare, il 19 novembre 1851, e morì a Torino il 5 marzo 1853.

### Fonti
1. 1 2 3 4 5 6 7 8 9  Combattenti Liberazione.
2. ↑  Greganti, Carolei 1950, p. 32.
3. 1 2 3 4 5 6 7 8  Ilari, Shamà 2008, p. 76.
4. ↑   Gazzetta di Genova, 1835,  p. 53. URL consultato l'8 dicembre 2020.